# Хуберт Хуркач
Хуберт Хуркач (пољ. Hubert Hurkacz; Вроцлав, 11. фебруар 1997) пољски је тенисер.
Најбољи пласман на АТП листи му је девето место у појединачној конкуренцији. Освојио је шест АТП титула у појединачној и четири у конкуренцији парова. Први већи успех у каријери остварио кад је ушао у финале на турниру Мастерс 1000 серије у Мајамију 2021. године. У финалу је победио Јаника Синера из Италије у два сета и тако освојио прву титулу из мастерс 1000 серије.

## Финала АТП мастерс 1000 серије

### Појединачно: 2 (1:1)
| Исход     | Бр. | Година | Турнир   | Подлога | Противник          | Резултат      |
| --------- | --- | ------ | -------- | ------- | ------------------ | ------------- |
| Победник  | 1.  | 2021.  | Мајами   | Тврда   | Јаник Синер        | 7:6(7:4), 6:4 |
| Финалиста | 1.  | 2022.  | Монтреал | Тврда   | Пабло Карењо Буста | 6:3, 3:6, 3:6 |

### Парови: 2 (2:0)
| Исход    | Бр. | Година | Турнир | Подлога   | Партнер             | Противници               | Резултат                   |
| -------- | --- | ------ | ------ | --------- | ------------------- | ------------------------ | -------------------------- |
| Победник | 1.  | 2020.  | Париз  | Тврда (д) | Феликс Оже-Алијасим | Мате Павић Бруно Соарес  | 6:7(3:7), 7:6(9:7), [10:2] |
| Победник | 2.  | 2022.  | Мајами | Тврда     | Џон Изнер           | Весли Колхоф Нил Скупски | 7:6(7:5), 6:4              |

## АТП финала

### Појединачно: 7 (6:1)
| Легенда                        |
| ------------------------------ |
| Гренд слем турнири (0:0)       |
| Завршно првенство сезоне (0:0) |
| АТП мастерс 1000 (1:1)         |
| АТП 500 (1:0)                  |
| АТП 250 (4:0)                  |

| Финала по подлози |
| ----------------- |
| Тврда (5:1)       |
| Шљака (0:0)       |
| Трава (1:0)       |

| Финала по локацији |
| ------------------ |
| Отворено (4:1)     |
| Дворана (2:0)      |

| Исход     | Бр. | Датум               | Турнир              | Подлога   | Противник          | Резултат      |
| --------- | --- | ------------------- | ------------------- | --------- | ------------------ | ------------- |
| Победник  | 1.  | 24. август 2019.    | Винстон-Сејлем, САД | Тврда     | Беноа Пер          | 6:3, 3:6, 6:3 |
| Победник  | 2.  | 13. јануар 2021.    | Делреј Бич, САД     | Тврда     | Себастијан Корда   | 6:3, 6:3      |
| Победник  | 3.  | 4. април 2021.      | Мајами, САД         | Тврда     | Јаник Синер        | 7:6(7:4), 6:4 |
| Победник  | 4.  | 26. септембар 2021. | Мец, Француска      | Тврда (д) | Пабло Карењо Буста | 7:6(7:2), 6:3 |
| Победник  | 5.  | 19. јун 2022.       | Хале, Немачка       | Трава     | Данил Медведев     | 6:1, 6:4      |
| Финалиста | 1.  | 14. август 2022.    | Монтреал, Канада    | Тврда     | Пабло Карењо Буста | 6:3, 3:6, 3:6 |
| Победник  | 6.  | 26. фебруар 2023.   | Марсеј, Француска   | Тврда (д) | Бенжамен Бонзи     | 6:3, 7:6(7:4) |

### Парови: 5 (4:1)
| Легенда                        |
| ------------------------------ |
| Гренд слем турнири (0:0)       |
| Завршно првенство сезоне (0:0) |
| АТП мастерс 1000 (2:0)         |
| АТП 500 (0:1)                  |
| АТП 250 (2:0)                  |

| Финала по подлози |
| ----------------- |
| Тврда (3:0)       |
| Шљака (0:0)       |
| Трава (1:1)       |

| Финала по локацији |
| ------------------ |
| Отворено (2:1)     |
| Дворана (2:0)      |

| Исход     | Бр. | Датум               | Турнир            | Подлога   | Партнер             | Противници               | Резултат                   |
| --------- | --- | ------------------- | ----------------- | --------- | ------------------- | ------------------------ | -------------------------- |
| Победник  | 1.  | 8. новембар 2020.   | Париз, Француска  | Тврда (д) | Феликс Оже-Алијасим | Мате Павић Бруно Соарес  | 6:7(3:7), 7:6(9:7), [10:2] |
| Финалиста | 1.  | 20. јун 2021.       | Хале, Немачка     | Трава     | Феликс Оже-Алијасим | Кевин Кравиц Орија Текау | 6:7(4:7), 4:6              |
| Победник  | 2.  | 26. септембар 2021. | Мец, Француска    | Тврда (д) | Јан Зелински        | Иго Нис Артур Риндеркнех | 7:5, 6:3                   |
| Победник  | 3.  | 2. април 2022.      | Мајами, САД       | Тврда     | Џон Изнер           | Весли Колхоф Нил Скупски | 7:6(7:5), 6:4              |
| Победник  | 4.  | 12. јун 2022.       | Штутгарт, Немачка | Трава     | Мате Павић          | Тим Пиц Мајкл Винус      | 7:6(7:3), 7:6(7:5)         |